# Cabera arenosaria
Cabera arenosaria är en fjärilsart som beskrevs av Adrian Hardy Haworth 1809. Cabera arenosaria ingår i släktet Cabera och familjen mätare. Inga underarter finns listade i Catalogue of Life.